# Hues Corporation
Gli Hues Corporation sono stati un trio musicale statunitense funk e R&B, maggiormente conosciuti per il brano Rock the Boat.

## Storia del gruppo
Il trio, composto da Hubert Ann Kelly, St. Clair Lee e Fleming Williams, si formò a Los Angeles nel 1969 come Children of Howard Hughes e fece il suo esordio discografico nel 1970, con il singolo Goodfootin, che tuttavia fu un buco nell'acqua a livello commerciale.
Nel 1972 ebbero la prima svolta della loro carriera, interpretando tre brani per la colonna sonora del film Blacula. Nel 1973 la RCA Records li mise sotto contratto e pubblicò il loro primo album, Freedom for the Stallion. Quando l'interesse sembrava scemare, il terzo singolo dell'album, Rock the Boat, molto suonato nei club newyorkesi, divenne prima una hit radiofonica ed in seguito scalò le classifiche internazionali, vendendo oltre due milioni di copie. Nel 1974 Tommy Brown sostituì Williams all'interno della band e il successo gradualmente si affievolì, fino allo scioglimento del gruppo agli inizi degli anni '80.

## Discografia
Album studio
- 1973 -  Freedom for the Stallion
- 1974 - Rockin' Soul
- 1975 - Love Corporation
- 1977 - I Caught Your Act (distribuito anche come  Not Too Shabby)
- 1978 - Your Place or Mine
- 1980 - Boogie Me, Move Me

Raccolte
- 1977 - The Best of The Hues Corporation
- 1979 - The Best of The Hues Corporation
- 1998 - The Very Best of The Hues Corporation

Singoli
| Anno | Titolo                              | USA | Canada |
| ---- | ----------------------------------- | --- | ------ |
| 1970 | Goodfootin                          | -   | -      |
| 1972 | There He Is Again                   | -   | -      |
| 1973 | Freedom for the Stallion            | 63  | 9      |
| 1973 | Miracle Maker (Sweet Soul Shaker)   | -   | -      |
| 1974 | Rock the Boat                       | 1   | 1      |
| 1974 | Rockin' Soul                        | 18  | 33     |
| 1975 | Love Corporation                    | 62  | 79     |
| 1975 | How I Wish We Could Do It All Again | -   | -      |
| 1977 | I Caught Your Act                   | 92  | -      |
| 1977 | Telegram of Love                    | -   | -      |